# Specialty Carriage Company
Specialty Carriage Company war ein US-amerikanischer Hersteller von Fahrzeugen. Eine andere Quelle verwendet die Firmierung Specialty Carriage & Motor Vehicle Company.

## Unternehmensgeschichte
Das Unternehmen hatte seinen Sitz in Cincinnati in Ohio. Hauptsächlich stellte es Kutschen her. Außerdem entstanden 1898 Automobile, die Specialty Electric genannt wurden. Der Auftrag dazu kam von der Electric Vehicle Company.

## Kraftfahrzeuge
Die Fahrzeuge waren Elektroautos. 50 waren als Brougham und 50 als Hansom karosseriert. Sie wurden überwiegend in Manhattan als Taxi und Lieferwagen eingesetzt.